# 长蟱蛛
长蟱蛛（学名：Miagrammopes oblongus），又名长夜蛛，为蟱蛛科长蟱蛛属的动物。分布于台湾岛等地。该物种的模式产地在台湾。